# Темпл-Ньюджент-Бриджес-Чандос-Гренвиль, Ричард, 3-й герцог Бекингем и Чандос
Ричард Плантагенет Кэмпбелл Темпл-Ньюджент-Бриджес-Чандос-Гренвиль, 3-й герцог Бекингем и Чандос (англ. Richard Temple-Nugent-Brydges-Chandos-Grenville, 3rd Duke of Buckingham and Chandos; 10 сентября 1823 — 26 марта 1889) — британский аристократ, военный, политик и администратор. Близкий друг премьер-министра Великобритании Бенджамин Дизраэли, занимал посты государственного секретаря по делам колоний (1867—1868) и губернатора Мадраса (1875—1880). Носил титулы учтивости граф Темпл (1823—1839) и маркиз Чандос (1839—1861).
Единственный сын 2-го герцога Бекингема и Чандоса. Он получил образование в Итоне и Крайст-черче в Оксфорде. Он вступил в британскую армию и в конечном итоге дослужился до полковника. Бекингем вошел в политику как лорд Чандос в 1846 году, когда он был избран в Палату общин от Бакингемшира, будучи членом Консервативной партии. Бекингем был членом парламента с 1846 по 1857 год, после чего ушел в отставку. Он участвовал в переизбрании в 1859 году, но проиграл. За время своего пребывания в должности он занимал различные политические посты.
В марте 1867 года он был назначен государственным секретарем по делам колоний и проработал до декабря 1868 года. Он также занимал пост губернатора Мадраса с 1875 по 1880 год. В качестве губернатора он занимался оказанием помощи жертвам Великого голода 1876—1878 годов. Герцог Бекингем также занимал посты лорда казначейства, хранителя тайной печати принца Уэльского, заместителя смотрителя оловянных заводов, заместителя лорд-лейтенанта Бакингемшира, председателя Лондонской и Северо-Западной железной дороги, члена Тайного совета, лорда-председателя Совета и председателя комитетов Палаты лордов. Он умер в 1889 году в возрасте 65 лет.

## Происхождение и образование
Родился 10 сентября 1823 года в Вестминстер Сент-Джеймс, Лондон. Второй ребёнок и единственный сын Ричарда, 2-го герцога Бекингема и Чандоса (1797—1861), и его жены леди Мэри (1795—1862), младшей дочери Джона Кэмпбелла, 4-го графа Бредалбейна и Холланда (позже 1-го маркиза Бредалбейна). Его старшая сестра, леди Энн Элиза Мэри Гор-Лэнгтон (1820—1879), была борцом за права женщин. Как сын своего отца и наследник, он с рождения был назван графом Темплом. Ему было 15 лет, когда умер его дед по отцовской линии, и его отец стал 2-м герцогом Бекингемом и Чандосом. С этого времени он носил титул маркиза Чандоса, пока не сменил своего отца на посту герцога.
После смерти отца в 1861 году унаследовал его титулы: герцог Бекингем и Чандос, маркиз Чандос и граф Темпл Стоуский (Пэрство Соединённого королевства); маркиз Бекингем, граф Темпл, виконт и барон Кобэм (Пэрство Великобритании); и граф Наджент (Пэрство Ирландии). В 1868 году он также был признан Палатой лордов лордом Кинлоссом (Пэрство Шотландии) . Он унаследовал 10 500 акров земли, в основном в Бакингемшире.
Молодой лорд Темпл, позже лорд Чандос, учился в Итоне до 1841 года и окончил Крайст-чёрч в Оксфорде, где позже получил почетную степень доктора права. Через два года после окончания учёбы лорд Чандос (как он тогда был) был назначен лейтенантом Королевского Бакингемширского йоменри, и в конечном итоге он стал почетным полковником этого полка. Он также был достопочтенным полковником 1-го административного батальона добровольцев артиллерии Миддлсекса, а затем артиллерии лондонского Сити.

## Ранняя карьера

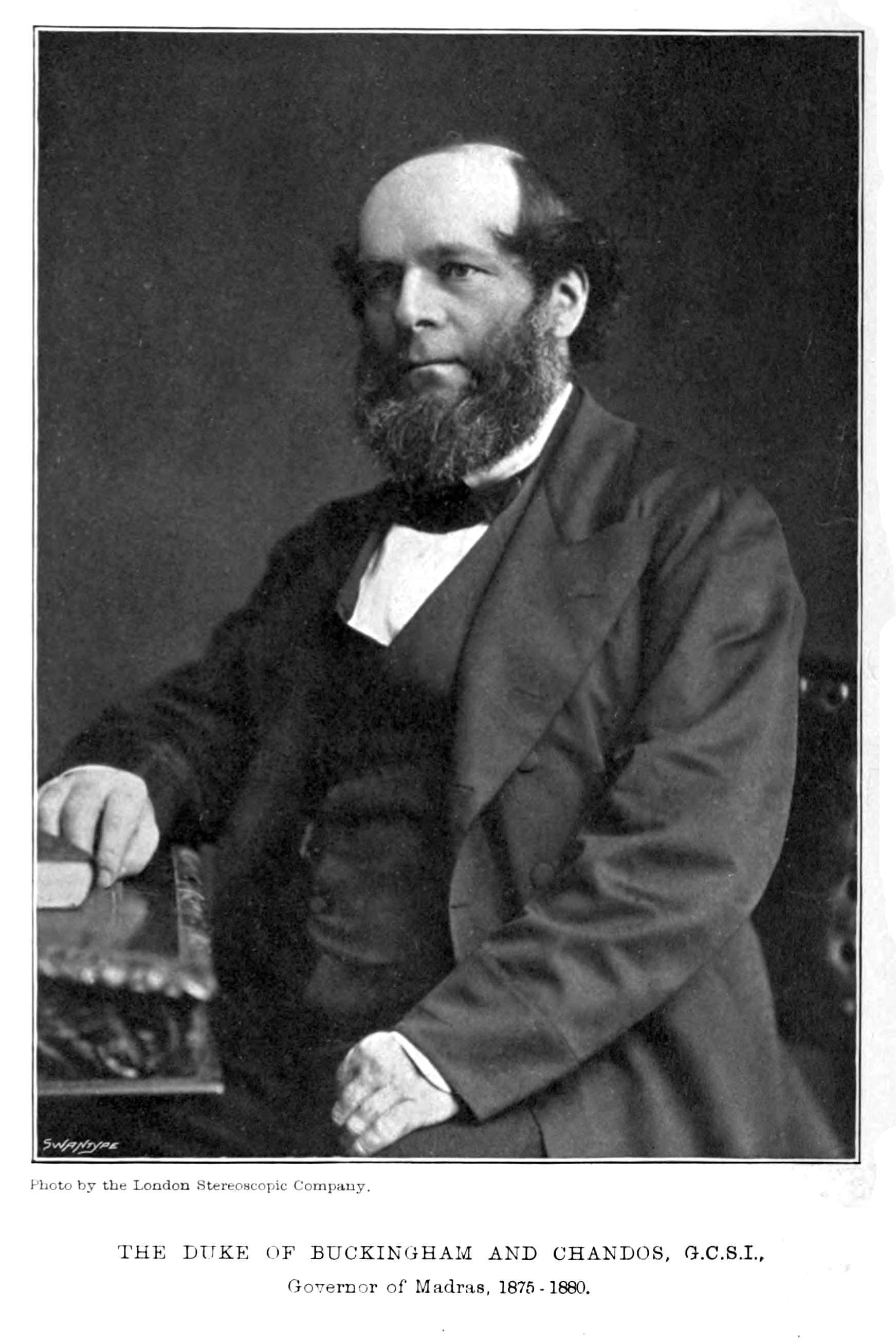
3-й герцог Бекингем и Чандос

В 1846 году Бекингем, как маркиз Чандос, вошел в парламент в качестве депутата-консерватора от Бакингемшира и оставался депутатом, не встречавшим сопротивления до 1857 года. Молодой лорд Чандос был назначен заместителем лорд-лейтенанта Оксфордшира 3 февраля 1846 года, Хэмпшира 17 февраля и Нортгемптоншира 29 мая.
В 1852 году он вошел в администрацию лорда Дерби в качестве лорда казначейства и занимал эту должность ровно десять месяцев. В том же году он был также назначен хранителем тайной печати принца Уэльского , заместителем смотрителя оловянных заводов, заместителем лейтенанта Бакингемшира, и председателем Лондонской и Северо-Западной железной дороги. В 1857 году он ушел с поста депутата от Бакингемшира и не баллотировался на переизбрание. В 1861 году он сменил своего отца на посту герцога Бекингема и Чандоса, заняв свое место в Палате лордов. В 1860-х годах он был председателем Лондонской пневматической диспетчерской компании.
Политическая карьера Бекингема находилась в застое до 1866 года, когда он был назначен членом Тайного совета и стал лордом-президентом Совета при лорде Дерби. Он занимал пост лорда-президента Совета до 8 марта 1867 года, когда он сменил лорда Карнарвона на посту государственного секретаря по делам колоний.

## В качестве государственного секретаря по делам колоний
Бекингем был назначен государственным секретарем по делам колоний, когда лорд Карнарвон подал в отставку в марте 1867 года из-за законопроекта о реформе, и занимал эту должность с 8 марта 1867 года по 1 декабря 1868 года. В этот период он также был назначен лордом-лейтенантом Бакингемшира. В качестве государственного секретаря по делам колоний Бекингему пришлось иметь дело с Законом о Британской Северной Америке. Он также вызвал споры по поводу своего спора с епископом Коленсо Натальским. Срок полномочий Бекингема закончился в декабре 1868 года, когда министр Консервативной партии Бенджамин Дизраэли ушел в отставку. На посту министра по делам колоний его сменил лорд Гренвиль.
21 июля 1868 года Палата лордов признала его 10-м лордом Кинлоссом в звании пэра Шотландии, этот титул бездействовал после смерти 6-го лорда Кинлосса, его трижды прадеда Чарльза Брюса, 4-го графа Элгина, в 1747 году. Постановлением Палаты лордов отец Бекингема был посмертно признан де-юре 9-м лордом Кинлоссом, его бабушка по материнской линии леди Анна Бриджес — де-юре 8-й леди Кинлосс, а его прадед Джеймс Бриджес, 3-й герцог Чандос — де-юре 7-й лорд Кинлосс. Хотя титул светлости был самым незначительным из многих титулов Бекингема, он был единственным, который мог быть унаследован его дочерьми, и он установил свое право на него в то время, когда возникла вероятность того, что он не оставит наследника мужского пола.

## Губернатор Мадраса

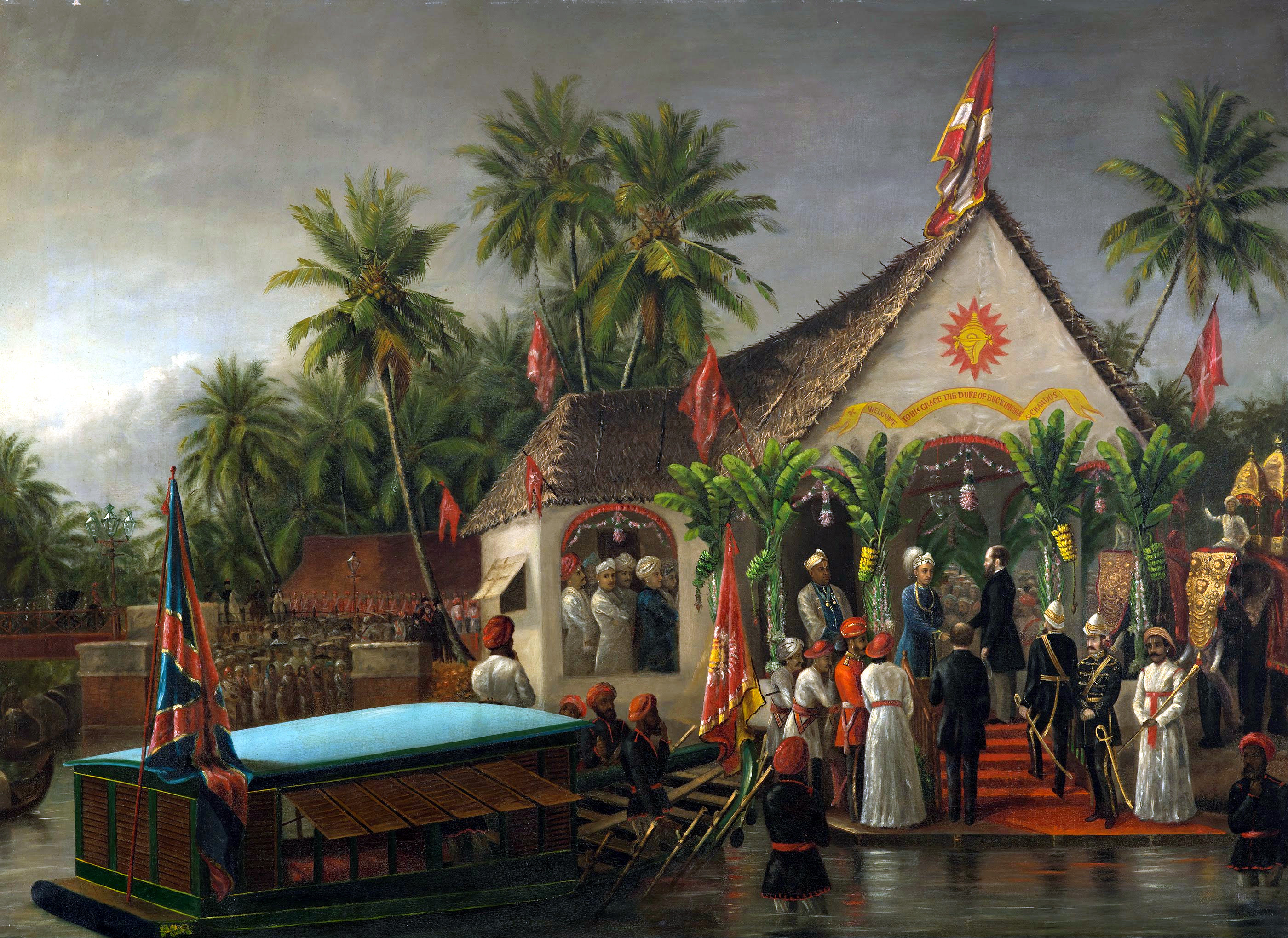
Картина Раджи Рави Вармы, изображающая герцога Бекингема, приветствуемого Висакхамом Тируналом, под наблюдением Айильяма Тирунала из Траванкора во время визита Бэкингема в Тривандрам, Траванкор, в начале 1880 года.

Когда Консервативная партия была переизбрана к власти в Соединенном Королевстве в 1874 году и Бенджамин Дизраэли снова стал премьер-министром, герцог Бекингем был назначен губернатором президентского округа Мадрас в Британской Индии. Бекингем переехал в Мадрас и занял свое место 23 ноября 1875 года.
Бекингем занимал пост губернатора Мадраса с 1875 по 1880 год. Его пребывание в должности было затруднено ухудшением социально-экономических условий и состояния здоровья. В 1876 году в президентстве Мадраса разразился Великий голод 1876—1878 годов. К августу 1877 года голод распространился по всей территории президентства, от него пострадало более 18 миллионов человек . Что ещё хуже, дожди прекратились в некоторых частях Мадраса и Майсура. Большое количество зерна было отправлено из Бенгалии в порт Мадраса, и благодаря его усилиям помощь голодающим была распределена среди 839 000 человек в округах Мадраса, а также 160 000 в округах Бомбея и 151 000 в округах Майсура.
Губернатор обратился за помощью к главным городам Англии, Шотландии, Ирландии и Индии . По предложению Бекингема лорд-мэр Лондона собрал в 1877 году средства помощи на сумму до 475 000 фунтов стерлингов (47,6 миллиона фунтов стерлингов по состоянию на 2024 год). Хотя голод в конце концов прекратился в 1878 году, эта проблема имела далеко идущие последствия.
В рамках работы по оказанию помощи голодающим Бекингем начал строительство навигационного канала между городом Мадрас и северной частью президентства Мадраса, чтобы можно было легко доставить припасы во внутренние районы в случае чрезвычайной ситуации. Более 715 000 человек были наняты в Мадрасе в качестве чернорабочих для оказания помощи. Открытый в 1878 году, этот канал был назван в честь Бекингема как Бекингемский канал . Бекингем-стрит в Пинанге, Малайзия, также была названа в его честь тамильскими рабочими, которые были привезены туда во время британского колониального периода.
Недовольство племен северной части президентства жесткими налоговыми схемами британского правительства вылилось в форму крупного восстания в 1879 году. В конечном итоге восстание было подавлено в результате совместной операции полиции и армии Мадраса и армии Хайдарабада, а пленных отправили на Андаманские острова. Многие из строгих законов о налогообложении были отменены.
30 августа 1880 года Уильям Патрик Адам был назначен губернатором Мадраса и сменил герцога Бекингема в декабре 1880 года.

## Дальнейшая жизнь и смерть
В мае 1886 года герцог Бекингем сменил лорда Редесдейла на посту председателя комитетов Палаты лордов. Он произнес несколько речей в Палате лордов и сумел погасить большую часть долгов своего отца. Постепенно, к концу жизни его финансовое положение улучшилось, и к 1883 году он владел 10 482 акрами земли общей стоимостью 18 080 фунтов стерлингов.
Герцог Бекингем умер в марте 1889 года в возрасте 65 лет от диабета в Чандос-хаусе в Лондоне. Его болезнь была неожиданной и первоначально не считалась серьёзной; Палата лордов отложила голосование по нескольким законопроектам до его выздоровления. Однако через неделю его болезнь оказалась фатальной, несмотря на усилия доктора Генри Уолтера Киаллмарка, семейного врача, и сэра Джеймса Пэджета, вызванного на помощь.
Герцог был похоронен в семейном склепе в церкви Уоттон-Хаус в Бакингемшире.
Из-за отсутствия мужского пола герцогство и маркизат Бекингем и Чандос, а также графство Темпл угасли. Некоторые из других его титулов сохранились благодаря имеющимся наследникам: его племянник Уильям Гор-Лэнгтон (1847—1902) сменил его в 1892 году на посту 4-го графа Темпл Стоу; его старшая дочь, леди Мэри, унаследовала от него шотландское владение Кинлосс, которое женщины могут владеть как леди Кинлосс; и его дальний родственник Чарльз Литтелтон (1842—1922) сменил его на посту 8-го виконта Кобэма.

## Семья

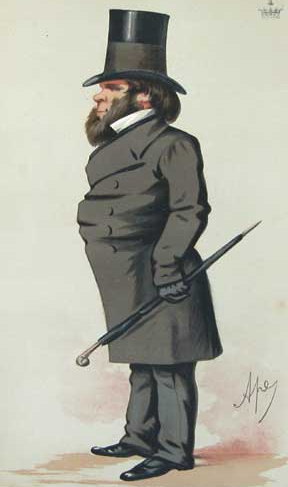
Герцог Бекингем и Чандос, Карло Пеллегрини, 1875 год.

1 октября 1851 года в Энгли, Бакингемшир, женился первым браком на Кэролайн Харви (ум. 28 февраля 1874), дочери Роберта Харви из Лэнгли-Парка, шерифа Бакингемшира, и сестре сэра Роберта Харви, 1-го баронета Лэнгли-Парка (1825—1887). У них было три дочери:
- Мэри Морган-Гренвиль, 11-я леди Кинлосс (30 сентября 1852 — 17 октября 1944), муж с 1884 года майор Луис Фердинанд Гарри Кортторп Морган (1861—1896)
- Леди Энн Темпл-Ньюджент-Бриджес-Чандос-Гренвиль (25 октября 1853 — 18 марта 1890), муж с 1882 года подполковник Джордж Роули Хэдэуэй (? — 1926)
- Леди Кэролайн Джемайма Элизабет Темпл-Ньюджент-Бриджес-Чандос-Гренвиль (11 апреля 1858 — 25 мая 1946), незамужняя.

17 февраля 1885 года в Лондоне герцог Бекингем женился вторым браком на Элис Энн Грэм-Монтгомери (29 сентября 1847 — 15 сентября 1931), дочери сэра Грэма Грэма-Монтгомери, 3-го баронета (1823—1901). Она была на 25 лет моложе его. В 1897 году она была одной из гостей костюмированного бала в честь бриллиантового юбилея герцогини Девонширской . Детей от этого брака не было. Овдовевшая в 1889 году Элис, вдовствующая герцогиня Бекингем и Чандос, вышла замуж за 1-го графа Эгертона в 1894 году. Она умерла в 1931 году в возрасте 83 лет.

## Титулы
- 3-й герцог Бекингем и Чандос с 29 июня 1861
- 4-й маркиз Бекингем (Бакингемшир) с 29 июня 1861
- 3-й маркиз Чандос с 29 июня 1861
- 3-й граф Темпл Стоуский с 29 июля 1861
- 7-й виконт Кобэм с 29 июля 1861
- 5-й граф Наджент с 29 июля 1861
- 7-й барон Кобэм из Кобэма (Кент) с 29 июля 1861
- 10-й лорд Кинлосс с 29 июля 1861 года (признан Палатой лордов 21 июля 1868).